# Philippe de la Neuveforge
Philippe de la Neuveforge (de la Neuforge) (Luxemburg (stad), 8 mei 1621 - Echternach, 10 september 1684), was een Luxemburgs geestelijke. 
Op twintigjarige leeftijd trad hij in in de Abdij van Echternach.  Daar werd hij in 1649 priester gewijd; hij werd er prior in 1658 en abt in 1667.  
Van 1672 af was hij schepen van de stad Echternach en in die functie liet hij in 1680 vijf vrouwen als heks verbranden.  